# Cheppy
Cheppy est une commune française située dans le département de la Meuse, en région Grand Est.

## Géographie

### Communes limitrophes
| Charpentry          | Véry                | Véry     |
| Varennes-en-Argonne | Cheppy              | Véry     |
| Varennes-en-Argonne | Varennes-en-Argonne | Vauquois |

### Environnement
- Bois de Cheppy,
- Vallée et rives de la Buanthe.

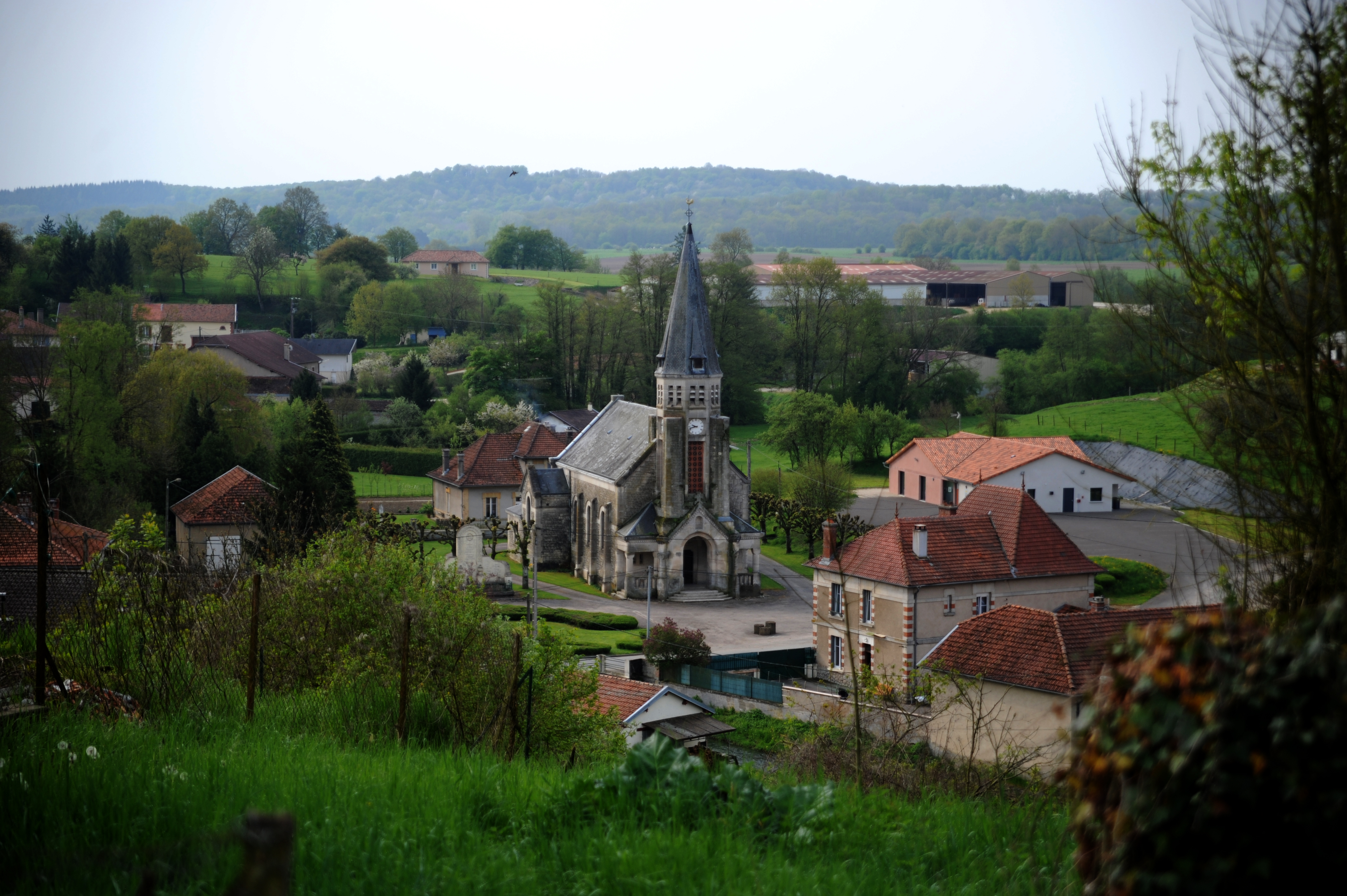
Village de Cheppy.
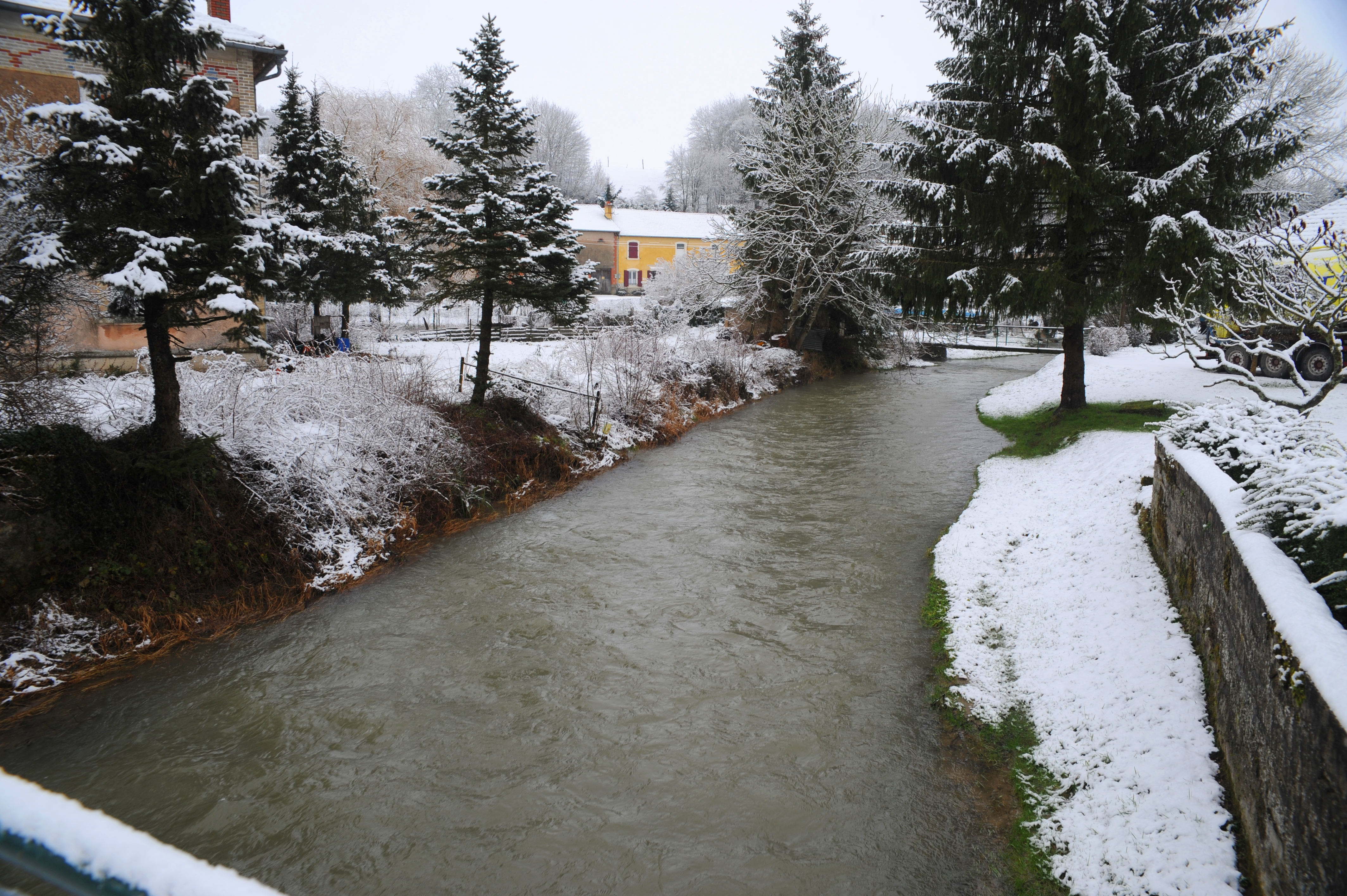
La Buante.
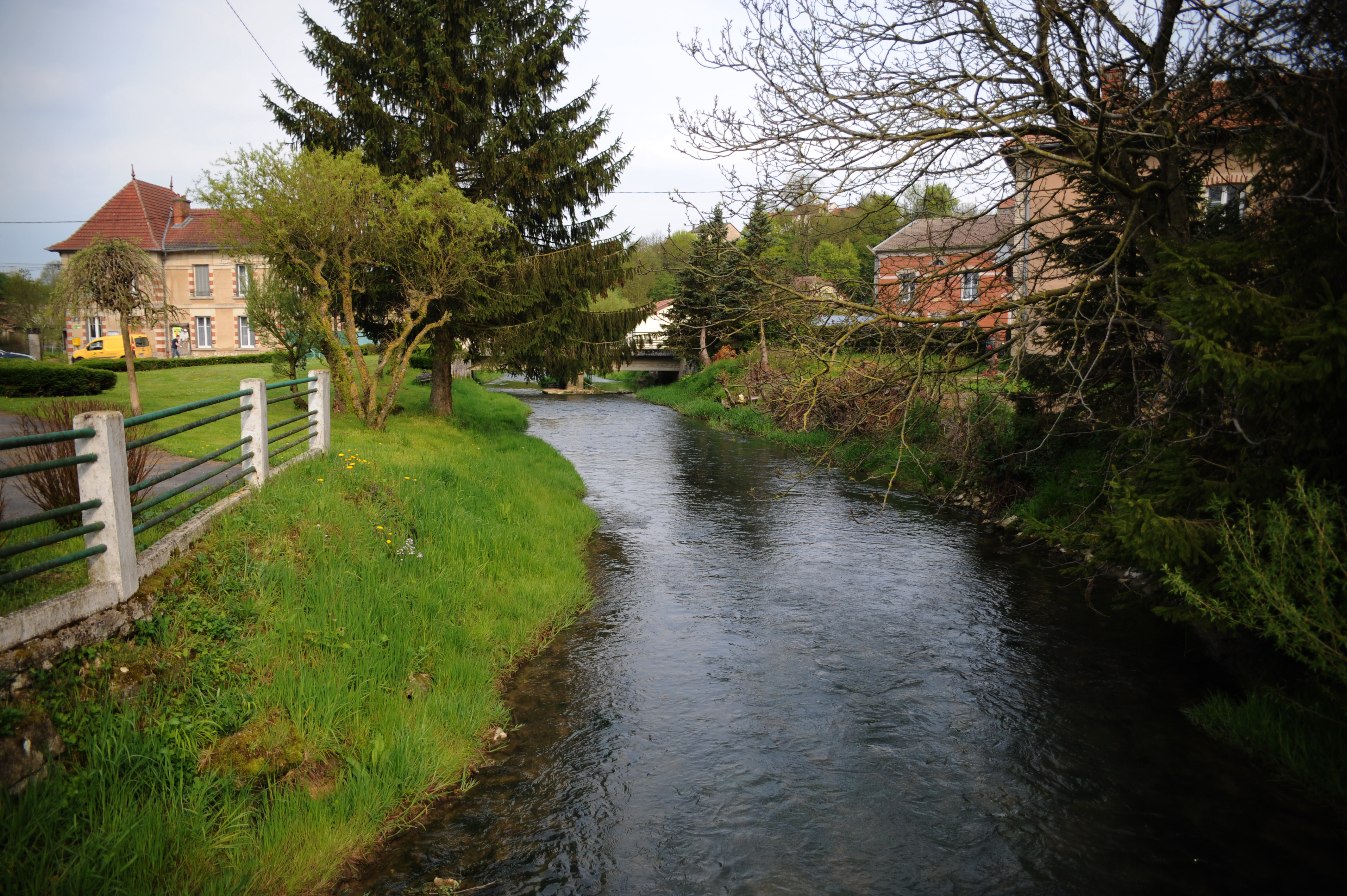
La Buante, ruisseau de Cheppy.

### Hydrographie
La commune est dans la région hydrographique « la Seine du confluent de l'Oise (inclus) à l'embouchure » au sein du bassin Seine-Normandie. Elle est drainée par la Buante, le ruisseau de Chambrogne, la Beaussogne, le Fossé 07 de la commune de Boureuilles, le Fossé 03 de la commune de Vauquois, le ruisseau de Very, le ruisseau de Vaux et divers autres petits cours d'eau,.
La Buante, d'une longueur de 18 km, prend sa source dans la commune de Avocourt et se jette  dans l'Aire à Baulny, après avoir traversé cinq communes. 

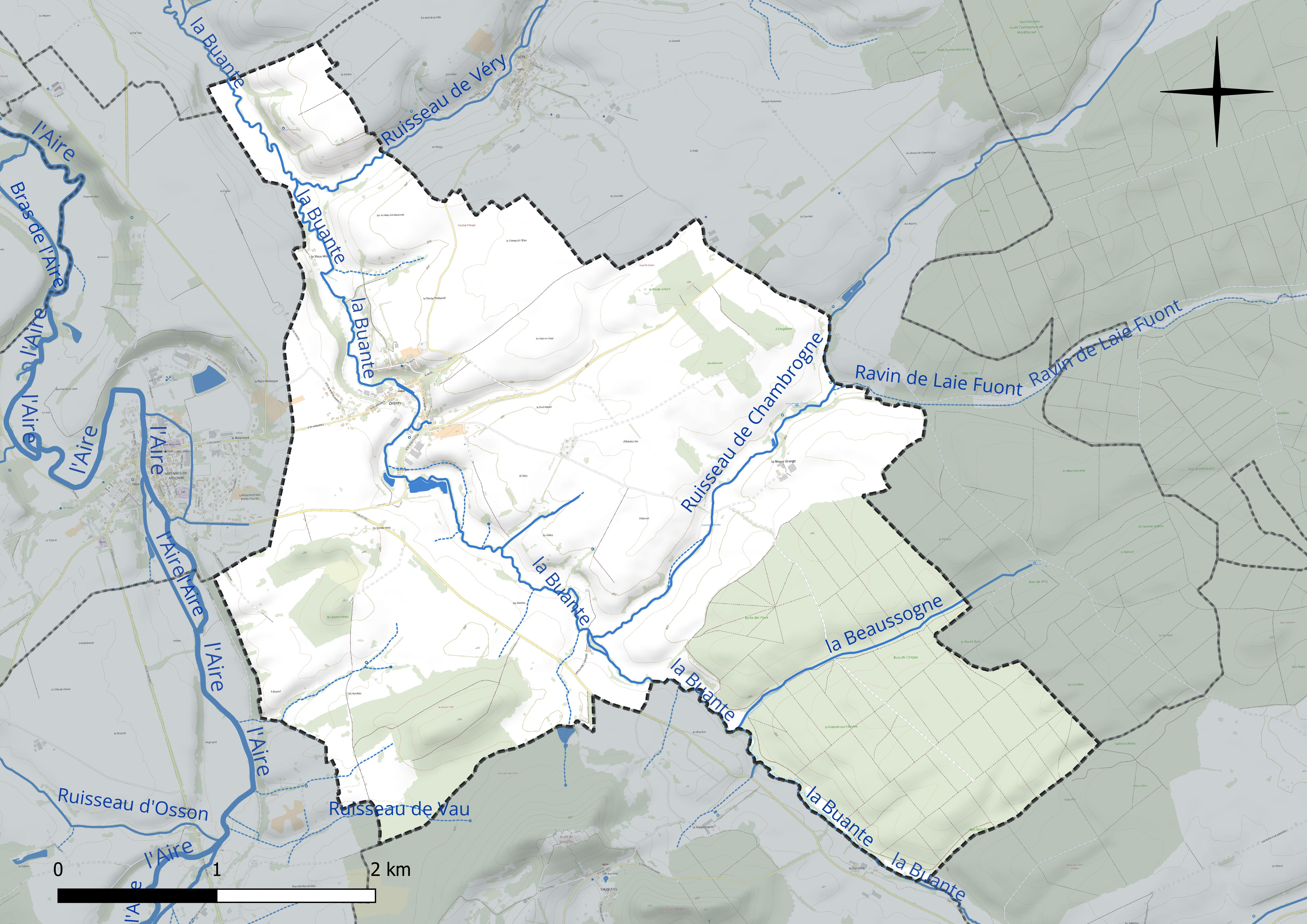
Réseau hydrographique de Cheppy.

### Climat
Pour des articles plus généraux, voir Climat du Grand Est et Climat de la Meuse.
En 2010, le climat de la commune est de type climat de montagne, selon une étude du Centre national de la recherche scientifique s'appuyant sur une série de données couvrant la période 1971-2000. En 2020, Météo-France publie une typologie des climats de la France métropolitaine dans laquelle la commune est exposée à un climat océanique altéré et est dans la région climatique  Lorraine, plateau de Langres, Morvan, caractérisée par un hiver rude (1,5 °C), des vents modérés et des brouillards fréquents en automne et hiver. 
Pour la période 1971-2000, la température annuelle moyenne est de 9,6 °C, avec une amplitude thermique annuelle de 15,7 °C. Le cumul annuel moyen de précipitations est de 946 mm, avec 13,6 jours de précipitations en janvier et 9,4 jours en juillet. Pour la période 1991-2020, la température moyenne annuelle observée sur la station météorologique de Météo-France la plus proche, « Aubréville_sapc », sur la commune d'Aubréville à 10 km à vol d'oiseau, est de 10,9 °C et le cumul annuel moyen de précipitations est de 854,3 mm. 
La température maximale relevée sur cette station est de 41,8 °C, atteinte le 25 juillet 2019 ; la température minimale est de −15,7 °C, atteinte le 20 décembre 2009,,. 
Les paramètres climatiques de la commune ont été estimés pour le milieu du siècle (2041-2070) selon différents scénarios d'émission de gaz à effet de serre à partir des nouvelles projections climatiques de référence DRIAS-2020. Ils sont consultables sur un site dédié publié par Météo-France en novembre 2022.

## Urbanisme

### Typologie
Au 1er janvier 2024, Cheppy est catégorisée commune rurale à habitat dispersé, selon la nouvelle grille communale de densité à sept niveaux définie par l'Insee en 2022.
Elle est située hors unité urbaine et hors attraction des villes,.

### Occupation des sols
L'occupation des sols de la commune, telle qu'elle ressort de la base de données européenne d’occupation biophysique des sols Corine Land Cover (CLC), est marquée par l'importance des territoires agricoles (70,8 % en 2018), en diminution par rapport à 1990 (73,3 %). La répartition détaillée en 2018 est la suivante : 
prairies (33,6 %), terres arables (31,1 %), forêts (26,7 %), zones agricoles hétérogènes (6 %), zones urbanisées (2,5 %). L'évolution de l’occupation des sols de la commune et de ses infrastructures peut être observée sur les différentes représentations cartographiques du territoire : la carte de Cassini (XVIIIe siècle), la carte d'état-major (1820-1866) et les cartes ou photos aériennes de l'IGN pour la période actuelle (1950 à aujourd'hui).

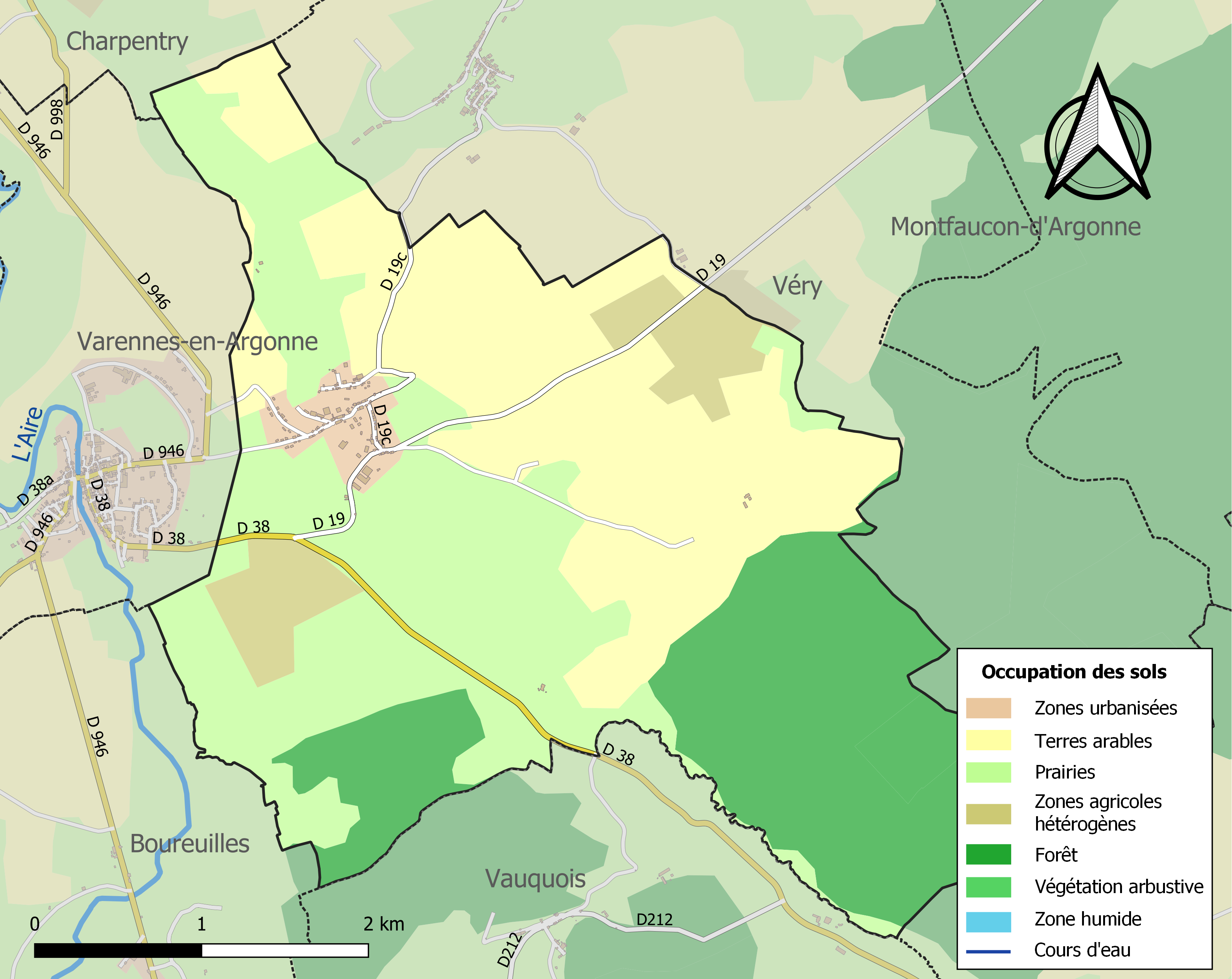
Carte des infrastructures et de l'occupation des sols de la commune en 2018 (CLC).

## Toponymie
Le nom de la localité est attesté sous les formes Cispliaco (781) ; Cispiaco (814 ) ; Cispiacho (822) ; Cipsiaco (878)[réf. nécessaire] ; Capeium ; Cheppy-sous-Varennes (1571) ; Chepy (1656) ; Haute-Cheppy, Basse-Cheppy (1700) ; Ceppiacum.

## Histoire
Comme un cour royal (lat. palacio publico) Cheppy fut un domicile préferé des souverains carolingiennes entre l´an 781 et l´an 878 (voir aussi à la toponymie)[réf. nécessaire].
Site de batailles de la Première Guerre mondiale. Cimetières allemand et français et monument du Missouri, monument dédié aux volontaires américains de l'État du Missouri[réf. nécessaire].

## Politique et administration
| Période                                  | Période                   | Identité                                                | Étiquette       | Qualité |
| ---------------------------------------- | ------------------------- | ------------------------------------------------------- | --------------- | --- |
| Les données manquantes sont à compléter. |                           |                                                         |                 | |
| juin 1995                                | En cours (au 25 mai 2020) | Jean-François Lamorlette Réélu pour le mandat 2020-2026 | UMP-LR puis DVD | Conseiller général du canton de Varennes-en-Argonne (1998-2015) Conseiller départemental du canton de Clermont-en-Argonne (depuis 2015) |

## Population et société

### Démographie
L'évolution du nombre d'habitants est connue à travers les recensements de la population effectués dans la commune depuis 1793. Pour les communes de moins de 10 000 habitants, une enquête de recensement portant sur toute la population est réalisée tous les cinq ans, les populations de référence des années intermédiaires étant quant à elles estimées par interpolation ou extrapolation. Pour la commune, le premier recensement exhaustif entrant dans le cadre du nouveau dispositif a été réalisé en 2006.

En 2022, la commune comptait 155 habitants, en évolution de +6,16 % par rapport à 2016 (Meuse : −4,4 %, France hors Mayotte : +2,11 %).
| 1793 | 1800 | 1806 | 1821 | 1831 | 1836 | 1841 | 1846 | 1851 |
| ---- | ---- | ---- | ---- | ---- | ---- | ---- | ---- | ---- |
| 531  | 551  | 581  | 624  | 653  | 657  | 664  | 673  | 642  |

| 1856 | 1861 | 1866 | 1872 | 1876 | 1881 | 1886 | 1891 | 1896 |
| ---- | ---- | ---- | ---- | ---- | ---- | ---- | ---- | ---- |
| 566  | 573  | 555  | 532  | 506  | 475  | 518  | 493  | 492  |

| 1901 | 1906 | 1911 | 1921 | 1926 | 1931 | 1936 | 1946 | 1954 |
| ---- | ---- | ---- | ---- | ---- | ---- | ---- | ---- | ---- |
| 419  | 401  | 344  | 306  | 273  | 279  | 273  | 248  | 223  |

| 1962 | 1968 | 1975 | 1982 | 1990 | 1999 | 2006 | 2011 | 2016 |
| ---- | ---- | ---- | ---- | ---- | ---- | ---- | ---- | ---- |
| 180  | 179  | 157  | 152  | 141  | 131  | 128  | 125  | 146  |

| 2021 | 2022 | - | - | - | - | - | - | - |
| ---- | ---- | - | - | - | - | - | - | - |
| 155  | 155  | - | - | - | - | - | - | - |

## Culture locale et patrimoine

### Lieux et monuments

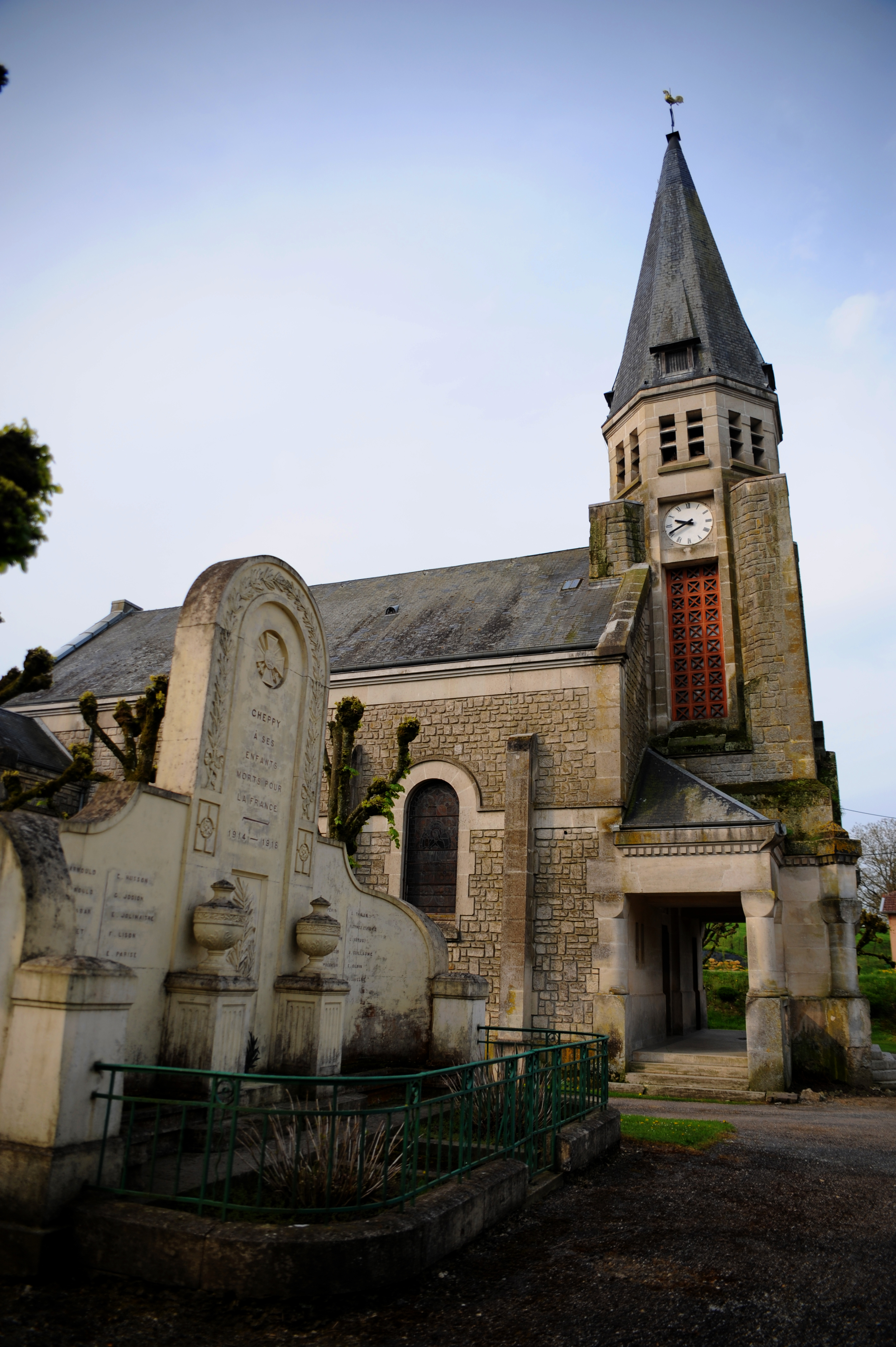
L'église Saint-Martin et le monument aux morts.

- Monument aux morts, 1927

Le monument aux morts rend hommage aux 26 victimes (dont 5 civils) de la Première Guerre mondiale, ainsi qu'à un soldat tombé lors d'une expédition en Égypte en 1956.
- Église Saint-Martin, 1928

L'église, consacrée le 4 août 1928, est édifiée sur l'emplacement de l'ancien château détruit en 1914. Le 12 juin 1940, lors du dynamitage d'un pont, tous les vitraux de la nouvelle église se cassent à l'exception de celui de saint Martin, patron et protecteur de la paroisse.
- Calvaire, 1928

Le calvaire est érigé en 1928 sur l'emplacement de l'ancienne église. Cette dernière avait été construite en 1756 sur les fonds de Charles Maltot, alors curé de la paroisse, restaurée en 1880, puis détruite par un bombardement lors de la Première Guerre mondiale. Le calvaire a depuis été déplacé de quelques mètres pour permettre la construction de maisons.
- Monument américain aux morts du Missouri, œuvre de Nancy Coonsman (en), situé au bord de la route départementale D19.
- Cimetière militaire allemand de Cheppy

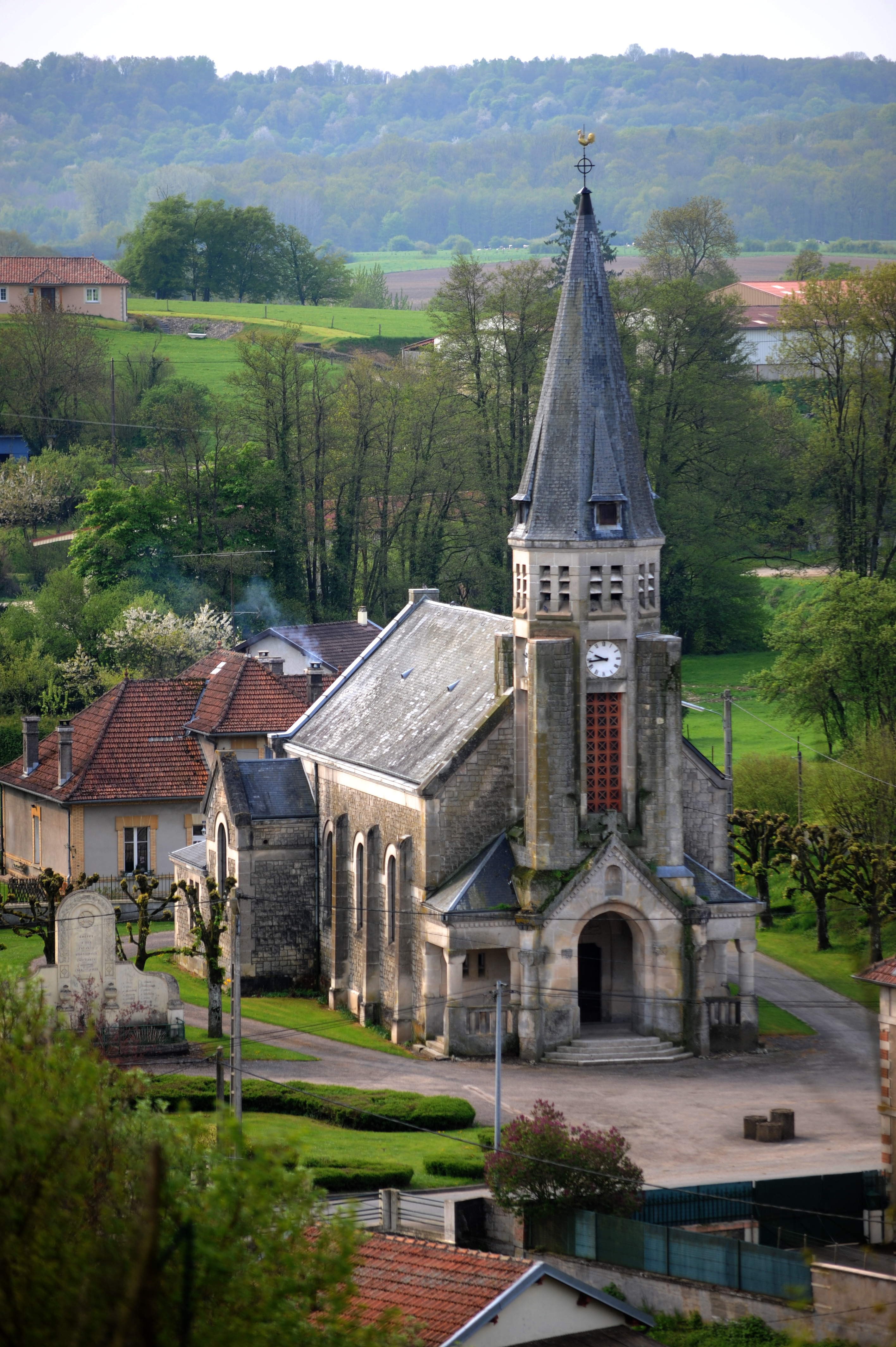
Église Saint-Martin.
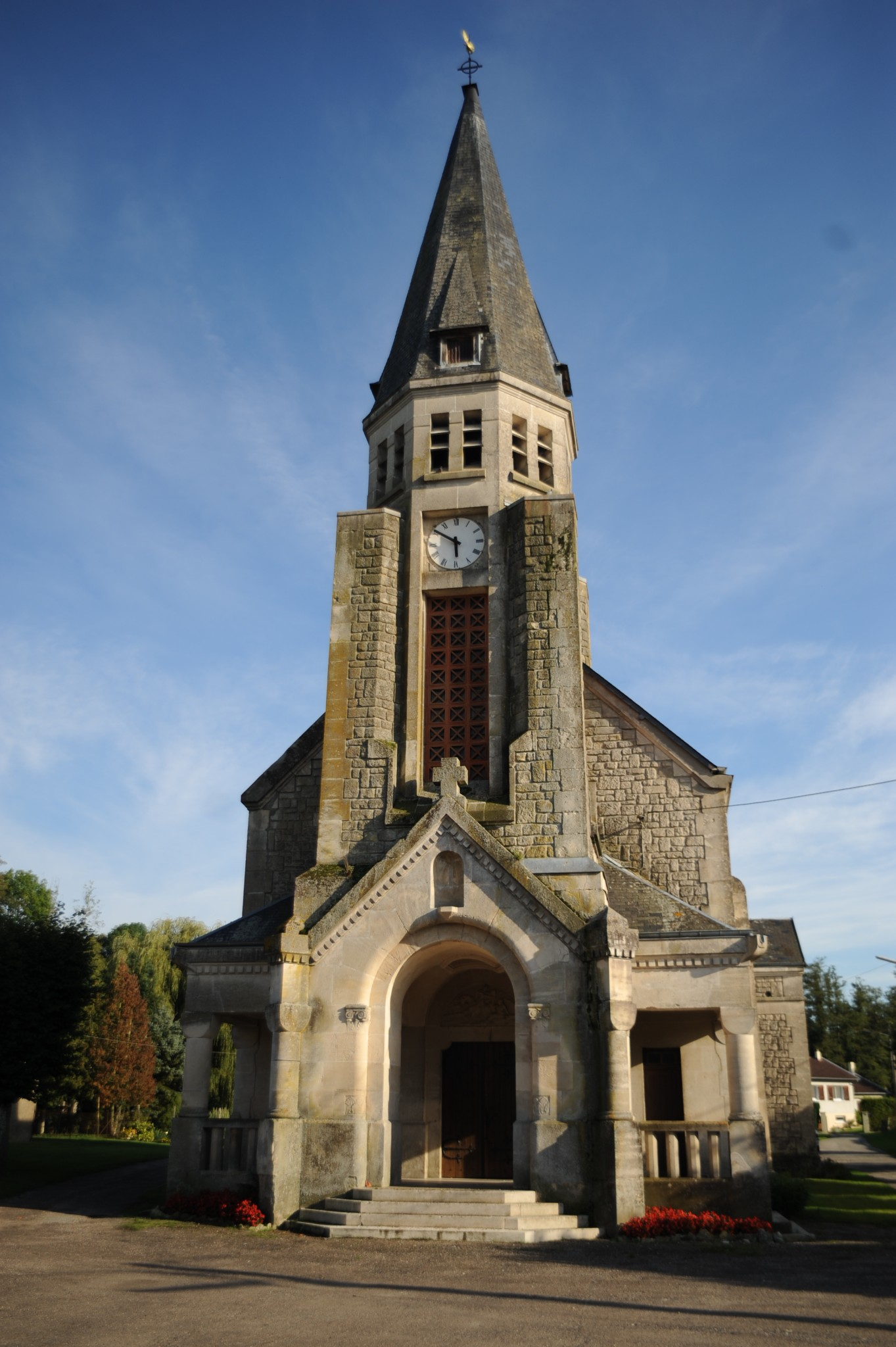
Église Saint-Martin.
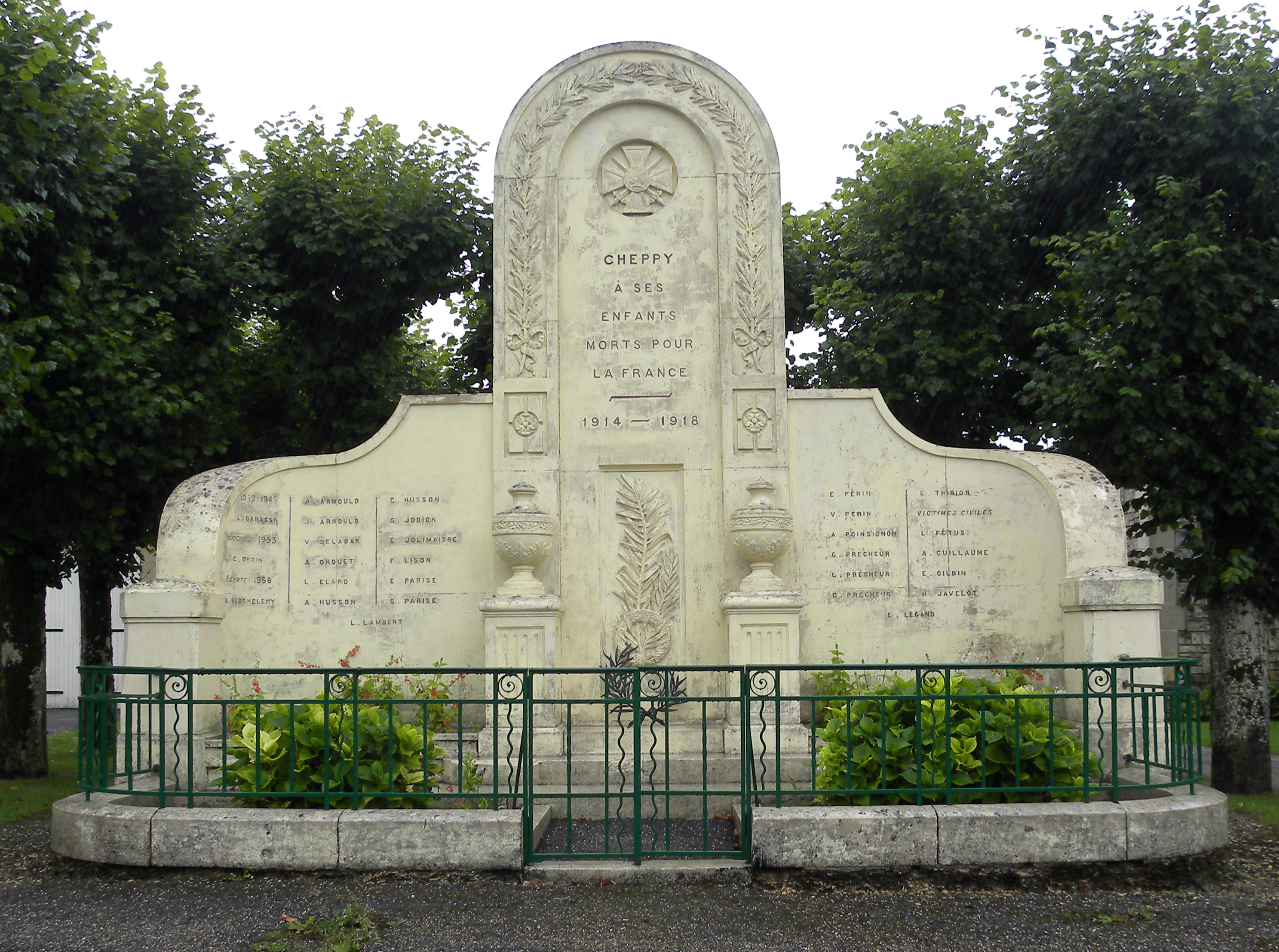
Monument aux morts.
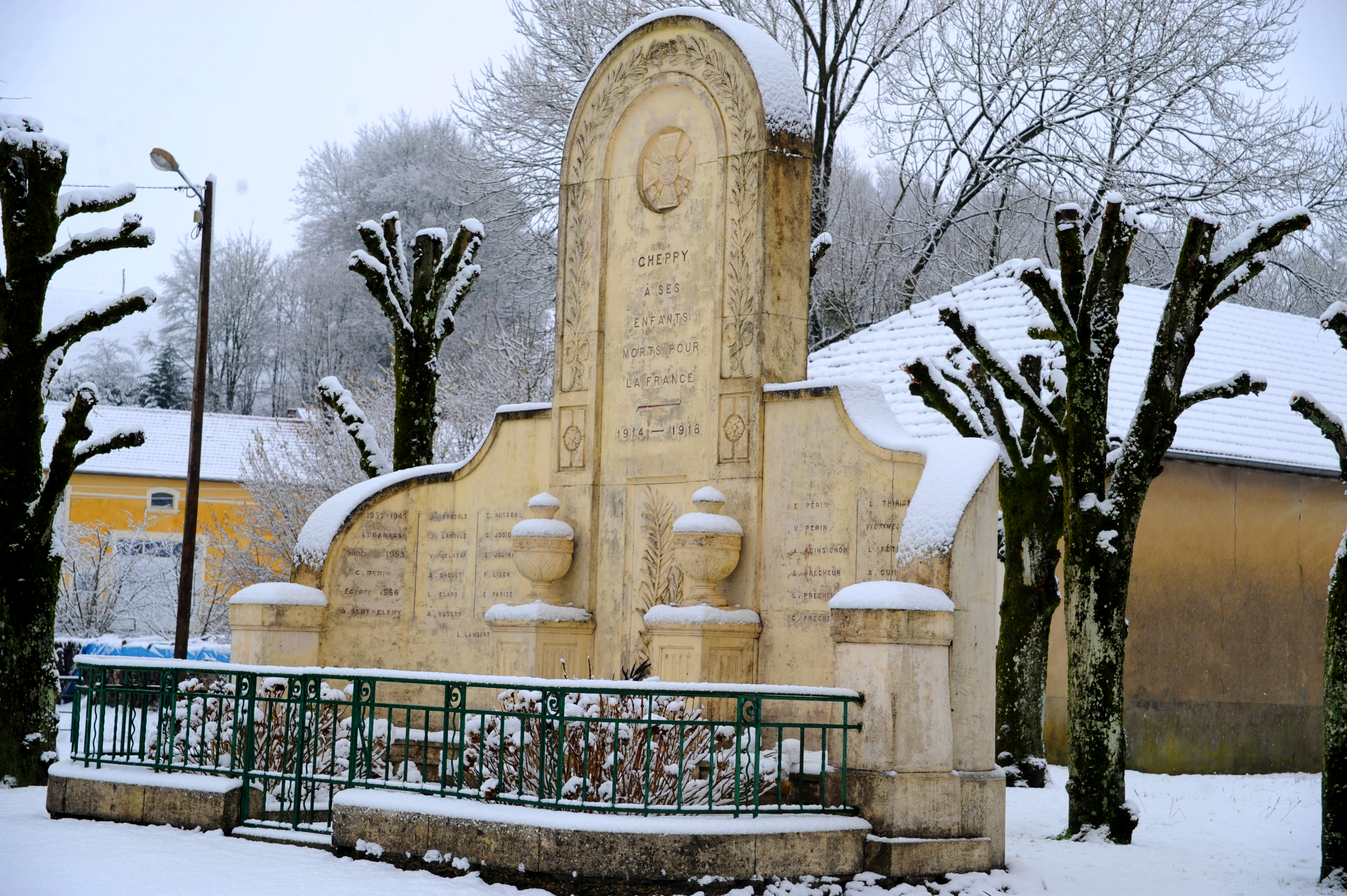
Monument aux morts.
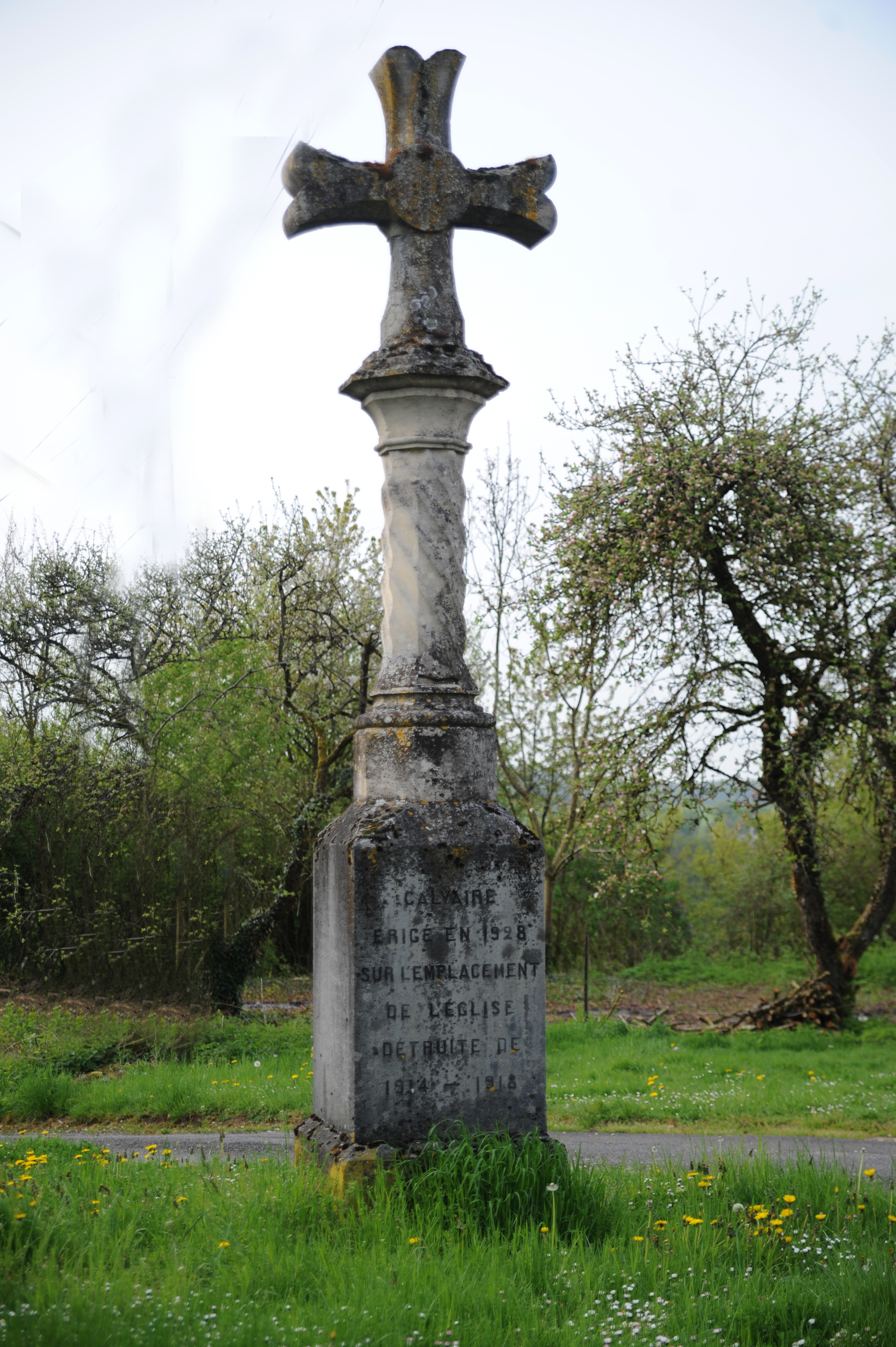
Calvaire.
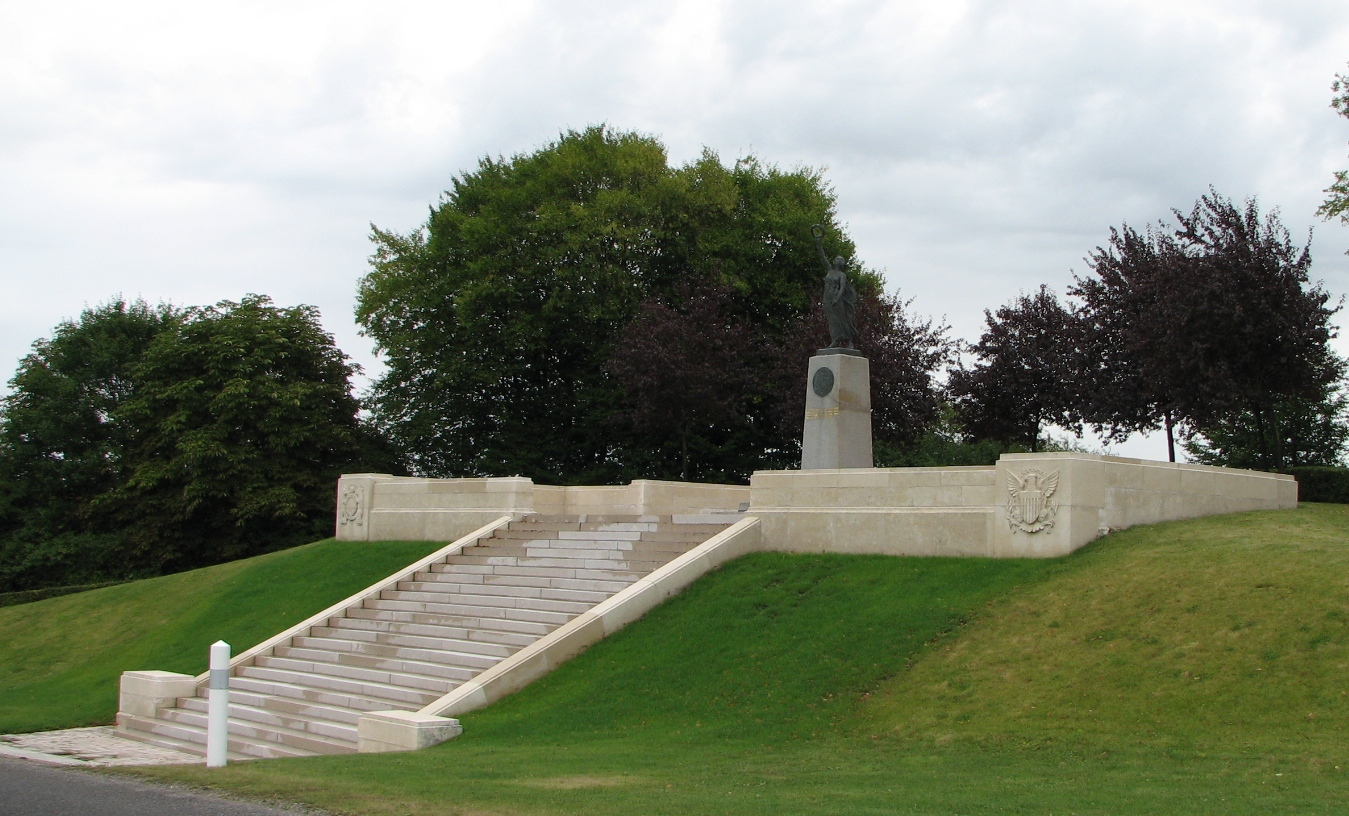
Monument aux morts du Missouri.

### Personnalités liées à la commune
- Victor Fournel (1829-1894), érudit, écrivain, journaliste et historien, est né à Cheppy.
- Alors qu'il commandait un détachement de chars, le futur général George Patton fut blessé par une mitrailleuse allemande le 26 septembre 1918 à proximité (ironie de l'histoire) du futur monument américain du Missouri.

### Héraldique
| Blason de Cheppy | Blason  | D'azur au chevron d'or accompagné en chef d'une église à dextre, d'une étoile au point du chef et d'un léopard lionné à senestre, et, en pointe, d'une roue à aubes, le tout d'or. |
| Blason de Cheppy | Détails | Création Dominique LACORDE. Adopté en février 2011. |